# Tifón Vongfong (2020)
El tifón Vongfong, conocido en Filipinas como el tifón Ambó (designación internacional: 2001, designación JTWC: 01W), fue un ciclón tropical que impactó sobre el sur de Luzón en Filipinas. Comenzando como una depresión tropical el 10 de mayo al este de Mindanao, Vongfong fue la primera tormenta de la temporada de tifones del Pacífico de 2020. Poco a poco se organizó a medida que tomó un curso lento hacia el norte, fortaleciéndose en una tormenta tropical el 12 de mayo y curvándose hacia el oeste a partir de entonces. Al día siguiente, Vongfong entró en un período de intensificación rápida, convirtiéndose en un tifón y alcanzando vientos sostenidos máximos de 10 minutos de 165 km/h (105 mph). La tormenta tocó tierra a esta intensidad cerca de San Policarpo, Samar Oriental, a las 04:15 UTC del 14 de mayo.
En preparación para la tormenta, se emitieron advertencias de la Señal 3 para la totalidad del Samar Oriental y una parte del Samar del Norte. Decenas de miles de residentes en Samar se vieron obligados a evacuar a los centros de evacuación, y debido a la pandemia de coronavirus 2019-20, solo se les permitió llenar los centros a la mitad de su capacidad, y también se les exigió usar máscaras faciales para contener la propagación de la enfermedad del nuevo virus. Un hombre en Albay murió después de ser electrocutado. Las casas fueron completamente destruidas por el fuerte viento traído por Vongfong. Los confines de Vongfong causaron fuertes lluvias en algunas provincias el 13 de mayo, causando inundaciones en Koronadal. Los apagones afectaron a Samar Oriental, interrumpiendo las comunicaciones en varias ciudades. Fuertes vientos dañaron hogares más débiles y barcos de pesca y derribaron árboles, bloqueando las carreteras que conectan el este de Samar. Las viviendas y los centros de aislamiento de COVID-19 fueron dañados en cinco ciudades. El techo de un refugio de evacuación se derrumbó, y una persona murió mientras buscaba refugio después de ser golpeada por fragmentos de vidrio. Además de esta fatalidad, al menos dos personas están desaparecidas y una persona resultó herida en Albay.

## Historia meteorológica

### Orígenes y formación
A principios de mayo de 2020, un área de convección atmosférica comenzó a persistir aproximadamente a 545 km (340 millas) al sureste de Palaos, situada dentro de un entorno generalmente propicio para la formación de un ciclón tropical. Sin embargo, la cizalladura del viento de nivel superior inicialmente impidió mucho desarrollo. Los datos satelitales sugirieron la presencia de una amplia rotación ciclónica dentro de la perturbación, que fue designada Invest 95W por el Centro Conjunto de Advertencia de Tifones (JTWC). Los modelos de pronóstico por computadora predijeron que el sistema se rastrearía lentamente hacia el oesnoroeste. La circulación asociada con las tormentas persistió durante los días subsiguientes, y a las 00:00 UTC del 10 de mayo, la Agencia Meteorológica de Japón (JMA) determinó que se había desarrollado una depresión tropical al este de Mindanao, siguiendo lentamente al oeste. Más tarde ese mismo día, la Administración de Servicios Atmosféricos, Geofísicos y Astronómicos de Filipinas (PAGASA) hizo lo mismo y mejoró el sistema a una depresión tropical, dándole el nombre de Ambó para los intereses filipinos; Fue el primer ciclón tropical dentro del Área de Responsabilidad de Filipinas en 2020 y el primero de la temporada de tifones en el Pacífico de 2020. El mismo día, el Centro Conjunto de Advertencia de Tifones (JTWC) emitió una Alerta de Formación de Ciclón Tropical (TCFA) en el sistema, señalando los primeros signos de desarrollo de la banda de lluvia. Aunque atenuada por la presencia de aire seco, las temperaturas cálidas de la superficie del mar, la baja cizalladura del viento y el flujo de salida de nivel superior apoyaron un mayor desarrollo en las primeras etapas de la tormenta, ya que la tormenta fue dirigida por una cresta subtropical. Las débiles corrientes de dirección causaron que la depresión tropical se moviera lentamente hacia el norte el 12 de mayo. A las 12:00 UTC del 12 de mayo, la Agencia Meteorológica de Japón (JMA) actualizó el sistema a tormenta tropical, asignándole el nombre de Vongfong.

### Intensificación como tifón

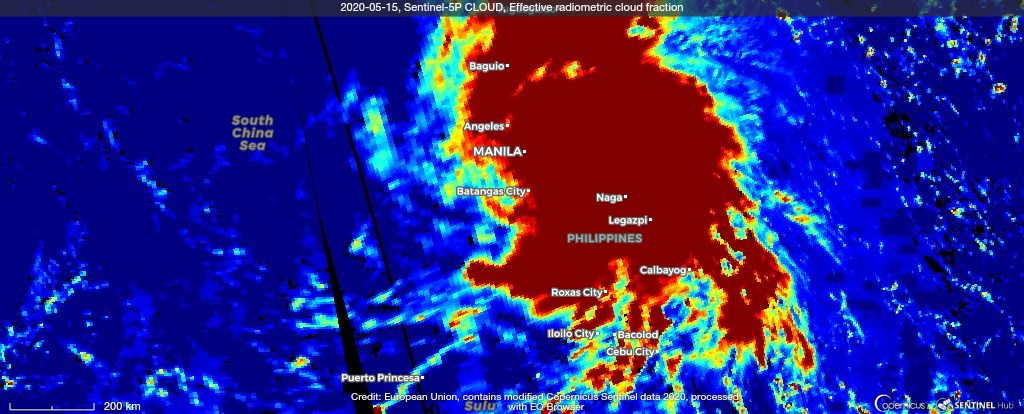
Fracción efectiva de nubes radiométricas del tifón Vongfong, visto desde el satélite Sentinel-5 Precursor el 15 de mayo de 2020

Las cimas de las nubes de Vongfong se estaban enfriando y consolidando rápidamente al actualizarse a tormenta tropical, lo que indica un ciclón fortalecido. La tormenta también comenzó a desarrollar un flujo anticiclónico y bandas de lluvia curvas. Pronto apareció un ojo bien definido en las imágenes de satélite de microondas cuando la estructura de la tormenta se organizó aún más, rodeada de torres calientes con el seguimiento de la tormenta casi al oeste en respuesta a una cresta subtropical centrada sobre las Islas Marianas del Norte. A las 06:00 UTC del 13 de mayo, la Agencia Meteorológica de Japón (JMA) actualizó Vongfong al estado de tormenta tropical severa, seguido de una actualización al estado de tifón seis horas más tarde. El ojo se volvió cada vez más pronunciado y se contrajo a menos de 10 km (6 millas) de diámetro a medida que la evolución de la tormenta sugirió una intensificación rápida. El Centro Conjunto de Advertencia de Tifones (JTWC) evaluó vientos sostenidos de 1 minuto de 195 km/h (120 mph) a las 21:00 UTC el 13 de mayo, poco antes del inicio de un ciclo de reemplazo de la pared del ojo; nueve horas después, la Agencia Meteorológica de Japón (JMA) analizó Vongfong para haber alcanzado los vientos sostenidos en 10 minutos de 155 km/h (100 mph) y una presión barométrica de 960 hPa (mbar; 28.50 inHg). Vongfong tocó tierra con esta intensidad sobre San Policarpo, provincia de Sámar Oriental, a las 04:15 UTC del 14 de mayo. La estructura de la tormenta se degradó debido a la interacción de la tierra al atravesar Sámar, lo que hizo que el ojo de Vongfong se disipara. Mientras Vongfong se movía a través de Bisayas y hacia Luzón, PAGASA registró seis desembarcos adicionales entre el 14 y el 15 de mayo. Estos ocurrieron en las islas de Dalupiri, Capul, Ticáo y Búrias; y también a los municipios de San Andrés y Reál de Quezón. La interacción prolongada con la tierra causó que Vongfong se debilitara, aunque la tormenta mantuvo una circulación compacta en condiciones atmosféricas favorables.

### Debilitamiento
El 15 de mayo, Vongfong se debilitó por debajo del estado de tifón y comenzó a seguir hacia el noroeste alrededor de la periferia de una cresta subtropical.. Vongfong se debilitó aún más cuando se dirigió hacia el interior, siendo degradado por la Agencia Meteorológica de Japón a una tormenta tropical. A las 09:00 UTC del 16 de mayo, el Centro Conjunto de Advertencia de Tifones (JTWC) degradó a Vongfong a una depresión tropical y emitió su advertencia final sobre el sistema. Nueve horas después, la Agencia Meteorológica de Japón (JMA) degradó a Vongfong al estado de depresión tropical. La PAGASA declaró que Vongfong se había disipado el 17 de mayo mientras estaba sobre el Canal Bashi.

## Preparaciones e impacto

El tifón Vongfong toca tierra en San Policarpo el 14 de mayo de 2020

El 11 de mayo, el enfoque de la tormenta en las provincias de la región de Caraga, Bukidnon y Dávao del Norte provocó fuertes advertencias de lluvia. Al día siguiente, PAGASA instó a los residentes a comenzar a prepararse para la tormenta, particularmente en las regiones de Bicol y Visayas del este y partes de Luzón. El 13 de mayo, la agencia emitió partes de la Señal de viento del ciclón tropical 1 partes de Sámar oriental y Sámar septentrional; Esto se extendió más tarde para incluir partes de la región de Bicol. La señal de viento del ciclón tropical 3 se emitió finalmente para partes de Bicol y Visayas del este el 14 de mayo cuando Vongfong se acercaba a tocar tierra.
El gobierno municipal aconsejó a los equipos de búsqueda y rescate en la ciudad de Dávao que se los pusiera en alerta por posibles deslizamientos de tierra e inundaciones. Las 18 oficinas de gestión y reducción de riesgos de Albay se activaron el 12 de mayo. En toda la provincia, al menos 35,000 personas fueron evacuadas, y se espera un total de 80,000 evacuaciones de áreas susceptibles; Se llevaron a cabo evacuaciones masivas en 15 pueblos y 3 ciudades. Debido a la amenaza de inundaciones y posibles flujos de lahar de Mayon, 515 personas fueron evacuadas de Guinobatan en Albay. El arroz y otros cultivos se cosecharon temprano en la provincia para prepararse para la tormenta inminente. La pandemia concurrente de COVID-19 en Filipinas complicó la logística de evacuación, reduciendo el espacio disponible para los evacuados; Para cumplir con las pautas de distanciamiento social aplicadas en algunos refugios, los refugios de evacuación se llenaron hasta la mitad de su capacidad, lo que requiere más centros de evacuación para albergar a los refugiados. Los cubículos destinados a las cuarentenas de COVID-19 en Bulusan, Sorsogon, se reutilizaron como salas de evacuación para quienes buscan refugio en Vongfong. Como resultado del uso de escuelas como instalaciones de cuarentena para COVID-19, algunas escuelas no pudieron ser utilizadas como refugios de evacuación. El gobernador de Sorsogon prohibió el movimiento de vehículos en la provincia en ruta a Visayas o Mindanao. En Sámar del Norte, se esperaba que 400,000 personas evacuaran a instalaciones de aislamiento por COVID-19 no utilizadas; al menos 9.700 evacuados fueron enumerados en Sámar del Norte antes del 14 de mayo. Los refugios de emergencia en Bicol albergaban a 145,000 evacuados. Las unidades del gobierno local se vieron obligadas a comenzar las evacuaciones en Calabarzon. Los buques de carga y las operaciones de pesca en Filipinas fueron suspendidos por la Guardia Costera de Filipinas. El 14 de mayo se promulgó una suspensión del trabajo en las provincias de Camarines Norte y Catanduanes y en Naga, Camarines Sur. El Consejo Nacional de Gestión y Reducción del Riesgo de Desastres (NDRRMC) preparó los activos de logística y US$ 23 millones en ayuda de socorro en casos de desastre, mientras que el Departamento de Bienestar Social y Desarrollo trasladó bienes de socorro a áreas que se espera que se vean afectadas por Vongfong. Una persona fue asesinada en Albay después de ser electrocutada por un cable antes del aterrizaje de Vongfong. Los confines de Vongfong causaron fuertes lluvias en algunas provincias el 13 de mayo, causando inundaciones en Koronadal. Los apagones afectaron a Sámar Oriental, interrumpiendo las comunicaciones en varias ciudades. Fuertes vientos dañaron hogares más débiles y barcos de pesca y derribaron árboles, bloqueando las carreteras que conectan la provincia. Las viviendas y los centros de aislamiento de COVID-19 fueron dañados en cinco ciudades. El techo de un refugio de evacuación se derrumbó y una persona fue asesinada mientras buscaba refugio después de ser golpeada por fragmentos de vidrio. Además de esta fatalidad, al menos dos personas están desaparecidas y una persona resultó herida en Albay.

La tormenta tropical severa Vongfong (Ambó) atraviesa Luzón, Filipinas el 15 de mayo de 2020.

Jipapad sufrió la mayor parte de las ciudades en el este de Sámar, con inundaciones que llegaron al segundo piso de casas y destruyeron carreteras, aislando al municipio. Vongfong desplazó a casi toda la población de la ciudad. Dos personas fueron asesinadas en San Policarpio, donde Vongfong inicialmente tocó tierra, y en Oras, Samar Oriental. En el norte de Samar, 2.545 casas fueron destruidas y otras 10.747 sufrieron daños. El único aparato de prueba COVID-19 en Albay, alojado en el Laboratorio de Diagnóstico Bicol, quedó inoperativo. La tormenta desplazó a más de 127,900 residentes en el este de Smaar y casi 15,900 residentes en el norte de Samar. Ben Evardone, el gobernador de Samar Oriental, llamó a la tormenta "Yolanda Jr." en referencia a la escala de daños causados en la provincia. Se perdieron al menos cosechas por valor de ₱80 millones en la región de Bicol debido a Vongfong. En Calabarzon, Bicol y Visayas del este, el daño agregado a la agricultura se valoró en ₱185.83 millones; Se estimó que la recolección preventiva de los cultivos antes de la llegada del tifón mitigó daños por valor de 9 mil millones de reales en el arroz y el maíz. Según el NDRRMC, el sector agrícola del país sufrió daños por valor de 1.040 millones de dólares (20,5 millones de dólares EE. UU.). La agencia estimó que Vongfong dañó hasta 20,652 hectáreas (51,032 acres) de tierra agrícola. Nueve aldeas en Bulacan fueron inundadas por 0.6–0.9 m (2–3 pies) de agua de inundación. Después de la tormenta, el Departamento de Agricultura asignó ₱ 700 millones para la pronta rehabilitación del sector agrícola en las áreas afectadas. Al menos dos personas están desaparecidas en el este de Samar. Según el NDRRMC, 54 personas resultaron heridas por la tormenta al 17 de mayo de 2020. Se desplegó un C-130 en Catarman, Samar del Norte, el 18 de mayo para distribuir paquetes de alimentos a las Bisayas central y oriental.

### Avisos y alertas
| PSWS#  | Luzón | Visayas                | Mindanao |
| ------ | --- | ---------------------- | -------- |
| PSWS#3 | Aurora, Nueva Écija, Bulacán, Rizal, Quezón, La Laguna, Camarines Norte, Camarines Sur, Marinduque, Catanduanes, Albáy, Sorsogón, Masbate                                                                       | Isla de Sámar          |          |
| PSWS#2 | Ilocos Norte, Apayao, Abra, Kalinga, Ilocos Sur, La Montaña, Isabela, Ifugao, La Unión, Benguet, Nueva Vizcaya, Quirino, Pangasinán, Tarlac, Pampanga, Gran Manila, Cavite, Batangas, Zambales, Bataán, Romblón | N/D                    | N/D      |
| PSWS#1 | Batanes, Islas Babuyán, Cagayán, Mindoro Oriental | Cápiz, Iloílo, Bilirán | N/D      |

## Nombres retirados
- Después de exceder el requisito de daños de ₱1 mil millones, PAGASA anunció que el nombre Ambó sería retirado y no se usará para las siguientes temporadas futuras. En enero de 2021 PAGASA eligió el nombre de Aghon para reemplazar el nombre retirado en la Temporada de 2024.[72]